# Polnischer Eishockeypokal 2007/08
Der Polnische Eishockeypokal der Saison 2007/08 (poln. Puchar Polski Hokeja na Lodzie) war die Austragung des Polnischen Eishockeypokals. Die Veranstaltung wurde vom Polnischen Eishockeyverband (PZHL) organisiert.

## Teilnehmer und Modus
An der Austragung des Pokals im Jahre 2007 nahmen 11 Mannschaften teil, darunter bis auf Unia Oświęcim alle Mannschaften der Ekstraliga und zwei Vertreter der zweitklassigen I liga.
| Gruppe A                 | Gruppe B                   | Gruppe C                 |
| ------------------------ | -------------------------- | ------------------------ |
| Zagłębie Sosnowiec       | Akuna Naprzód Janów        | KS ComArch Cracovia      |
| MMKS Podhale Nowy Targ   | HC GKS Katowice            | TMH Bisset Polonia Bytom |
| GKS Tychy                | KH Sanok                   | TKH Nesta Toruń          |
| JKH GKS Jastrzębie-Zdrój | Energa Stoczniowiec Gdańsk |                          |

## Erste Runde
In der ersten Runde traten die jeweils vier Mannschaften aus Gruppe A und B gegeneinander an. Die vier Sieger und die Mannschaft, die nur nach Toren unterlegen war, erreichten die zweite Runde. Die drei Mannschaften der Gruppe C traten erst in der zweiten Runde an.
| 18. September 2007 | Zaglebie Sosnowiec | 2:2 (1:1, 0:0, 1:1) | Naprzód Janów |  |

| 2. Oktober 2007 | Zaglebie Sosnowiec | 7:2 (3:0, 3:0, 1:2) | Naprzód Janów |  |

| 18. September 2007 | Podhale Nowy Targ | 5:0* (*nach Wertung) | HC GKS Katowice |  |

| 2. Oktober 2007 | HC GKS Katowice | 2:6 (0:0, 0:1, 2:5) | Podhale Nowy Targ |  |

| 18. September 2007 | GKS Tychy | 7:1 (0:0, 2:0, 5:1) | KH Sanok |  |

| 2. Oktober 2007 | KH Sanok | 0:5* (*nach Wertung) | GKS Tychy |  |

| 4. September 2007 | JKH Jastrzębie | 3:0 (0:0, 2:0, 1:0) | Stoczniowiec Gdańsk |  |

| 9. Oktober 2007 | Stoczniowiec Gdańsk | 5:1 (4:0, 1:0, 0:1) | JKH Jastrzębie |  |

## Zweite Runde
| 23. Oktober 2007 | Zaglebie Sosnowiec | 7:2 (4:1, 1:1, 2:0) | Polonia Bytom |  |

| 27. November 2007 | Polonia Bytom | 4:3 (1:0, 1:2, 2:1) | Zaglebie Sosnowiec |  |

| 4. Dezember 2007 | Podhale Nowy Targ | 3:5 (0:2, 0:2, 3:1) | Comarch Cracovia |  |

| 27. Oktober 2007 | Podhale Nowy Targ | 0:5* (*nach Wertung) | Comarch Cracovia |  |

| 23. Oktober 2007 | GKS Tychy | 4:1 (4:0, 0:1, 0:0) | JKH Jastrzębie |  |

| 27. Oktober 2007 | JKH Jastrzębie | 2:5 (1:3, 0:1, 1:1) | GKS Tychy |  |

| 23. Oktober 2007 | Stoczniowiec Gdańsk | 2:3 (n. V.) (0:0, 1:1, 1:1, 0:1) | TKH Toruń |  |

| 27. Oktober 2007 | Stoczniowiec Gdańsk | 2:4 (0:0, 2:3, 0:1) | TKH Toruń |  |

## Finalturnier
Die Halbfinalspiele und das Finale wurden in einer Endrunde im Eisstadion in Tychy an zwei Tagen ausgespielt. Ein Spiel um Platz 3 fand nicht statt.

### Halbfinale
| 28. Dezember 2007 | Comarch Cracovia | 6:3 (2:1, 2:2, 2:0) | Zaglebie Sosnowiec | Tychy |

| 28. Dezember 2007 | GKS Tychy | 5:1 (0:0, 3:1, 2:0) | TKH Toruń | Tychy |

### Finale
| 29. Dezember 2007 | GKS Tychy | 3:2 (n. P.) (1:0, 0:0, 0:1, 2:1) | Comarch Cracovia | Tychy |

Die Mannschaft des GKS Tychy gewann den polnischen Pokal im Penaltyschießen durch Tore von Tomasz Proszkiewicz, der auch das Tor für seine Mannschaft im Spiel erzielte, und Robin Bacul. Der Ausgleich von Filip Drzewiecki in der letzten Minute der regulären Spielzeit diente dazu, die Spannung über das Spiel hinaus zu verlängern.